# (10934) Pauldelvaux
(10934) Pauldelvaux ist ein Asteroid des äußeren Hauptgürtels, der am 27. Februar 1998 vom belgischen Astronomen Eric Walter Elst am La-Silla-Observatorium  (IAU-Code 809) der Europäischen Südsternwarte in Chile entdeckt wurde.
Der Asteroid wurde am 23. Mai 2000 nach dem belgischen Maler des Surrealismus Paul Delvaux (1897–1994) benannt, der im Casino von Ostende, im Kongresspalast Brüssel und im zoologischen Institut von Lüttich großflächige Wandgemälde gestaltete. Eine weitere Welt des Paul Delvaux erschließt sich in der Welt der Eisenbahn (Trains du soir).